# Al-Hilal FC Juba
L'Al-Hilal FC Juba és un club sud-sudanès de futbol de la ciutat de Juba.

## Palmarès
- Copa de Sudan del Sud de futbol[3]
  - Finalista: 2017